# Cự đà sa mạc
Cự đà sa mạc (tên khoa học Dipsosaurus dorsalis) là một loài thằn lằn trong họ Cự đà (Iguanidae). Loài này được Baird & Girard mô tả khoa học đầu tiên năm 1852.

## Hình ảnh

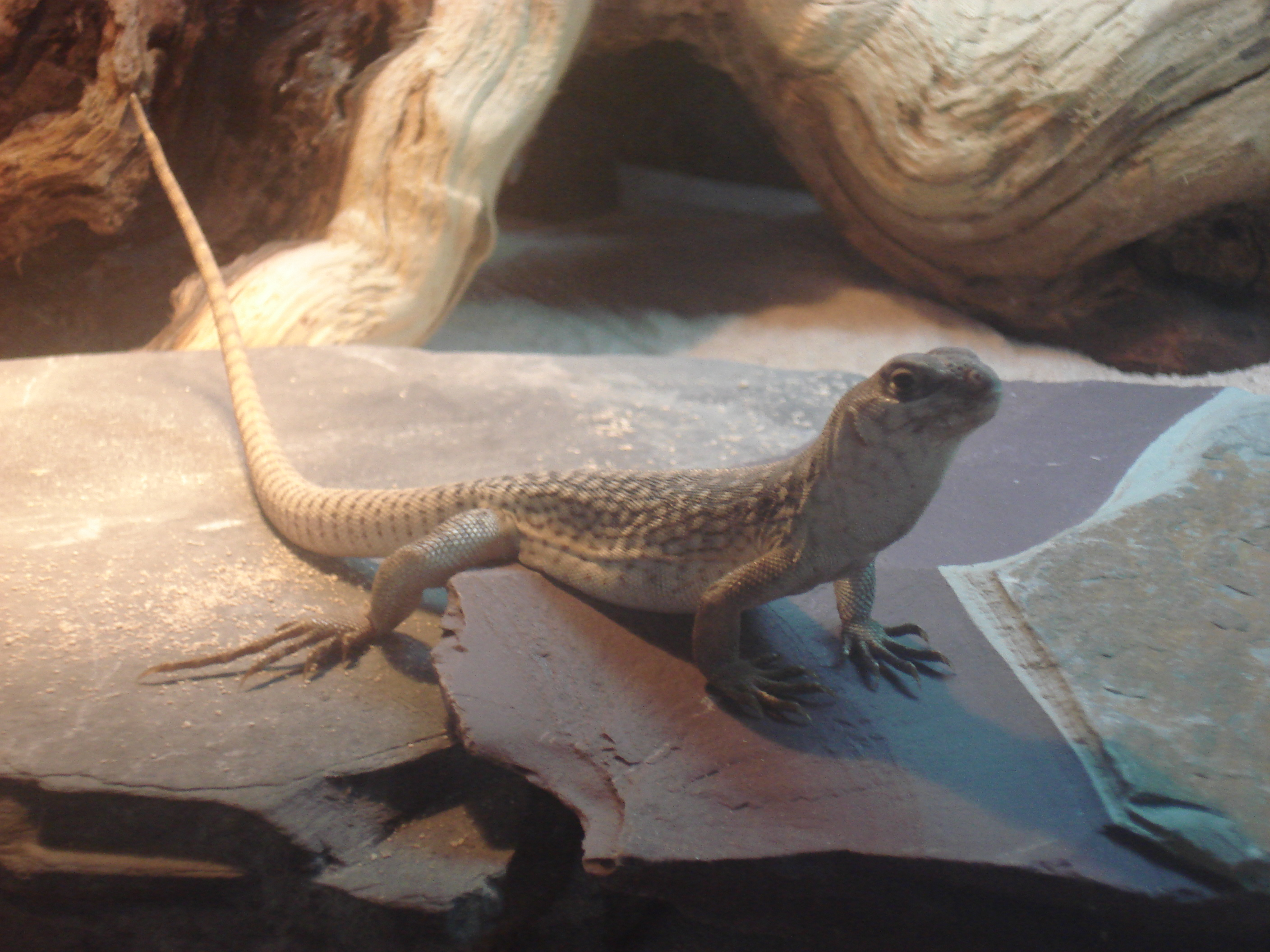
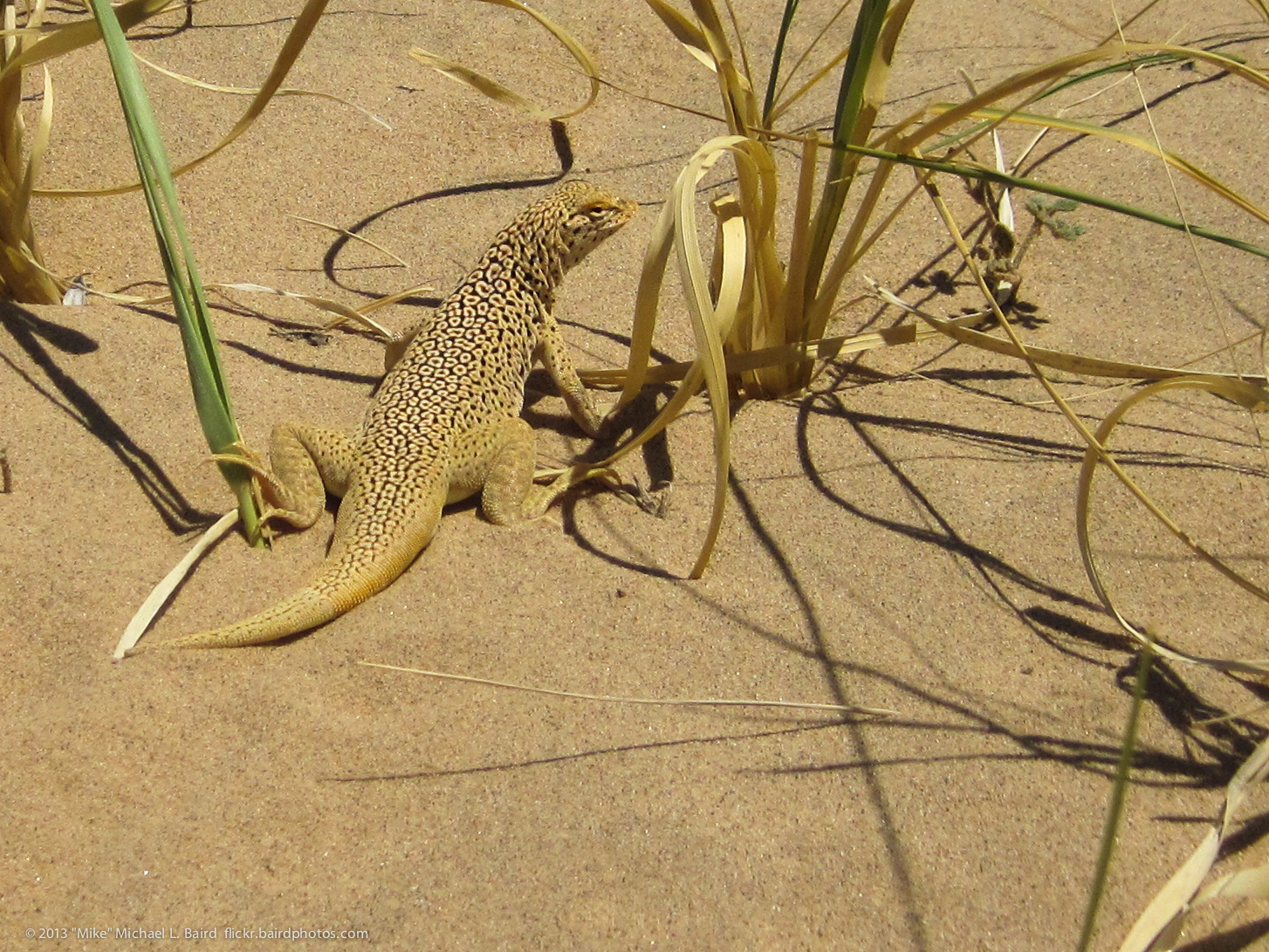
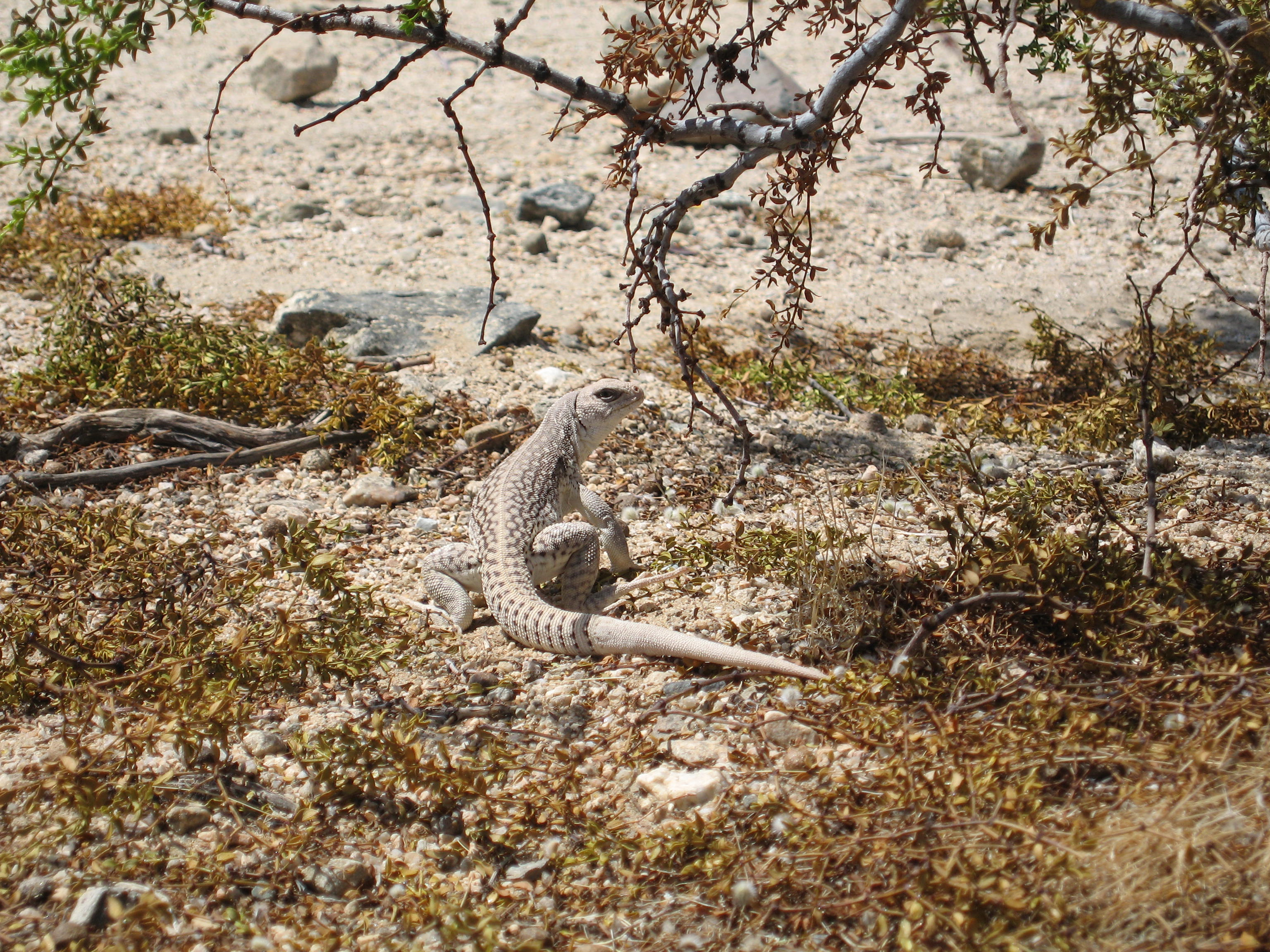
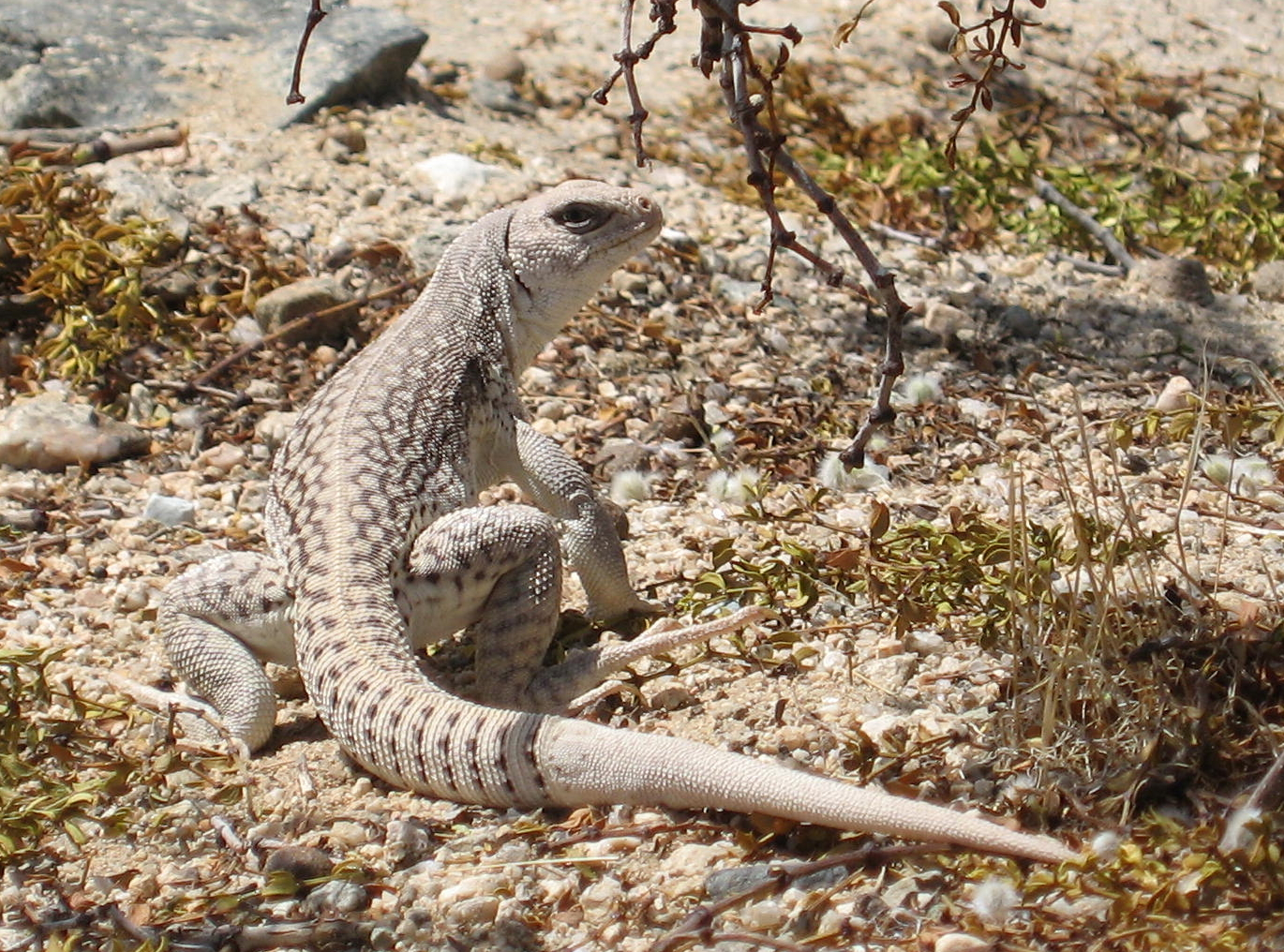